# Estación de Fairhaven
Fairhaven, también llamada Bellingham, es una estación de tren que sirve a la ruta Cascades de Amtrak, así como una estación de autobuses que sirve a Greyhound Lines y los autobuses locales de la Whatcom Transportation Authority, en Bellingham, Washington, Estados Unidos. Construida en 1995, la estación está ubicada cerca de la terminal de cruceros de Bellingham, la conexión sur de la Autopista Marina de Alaska. Los servicios de taxi acuático y las excursiones estacionales de avistamiento de ballenas también brindan conexiones desde la terminal de cruceros de Bellingham a las islas de San Juan.
La estación es propiedad del puerto de Bellingham y es la última parada en dirección norte de los Estados Unidos en la ruta Cascades antes de ingresar a Canadá. (Los pasajeros pasan por la aduana canadiense en Vancouver, por lo que los trenes en dirección norte no paran en la frontera).

## Embarques y desembarques
| Año                        | 2011   | 2012   | 2013    | 2014   | 2015   | 2016   | 2017   |
| -------------------------- | ------ | ------ | ------- | ------ | ------ | ------ | ------ |
| Total                      | 59,490 | 64,091 | 55,325  | 54,888 | 51,915 | 50,896 | 51,219 |
| Diferencia interanual      | -      | 4,601  | -8,766  | -437   | -2,973 | -1,019 | 323    |
| % de diferencia interanual | -      | 7.73%  | -13.68% | -0.79% | -5.42% | -1.96% | 0.63%  |